# London Drugs

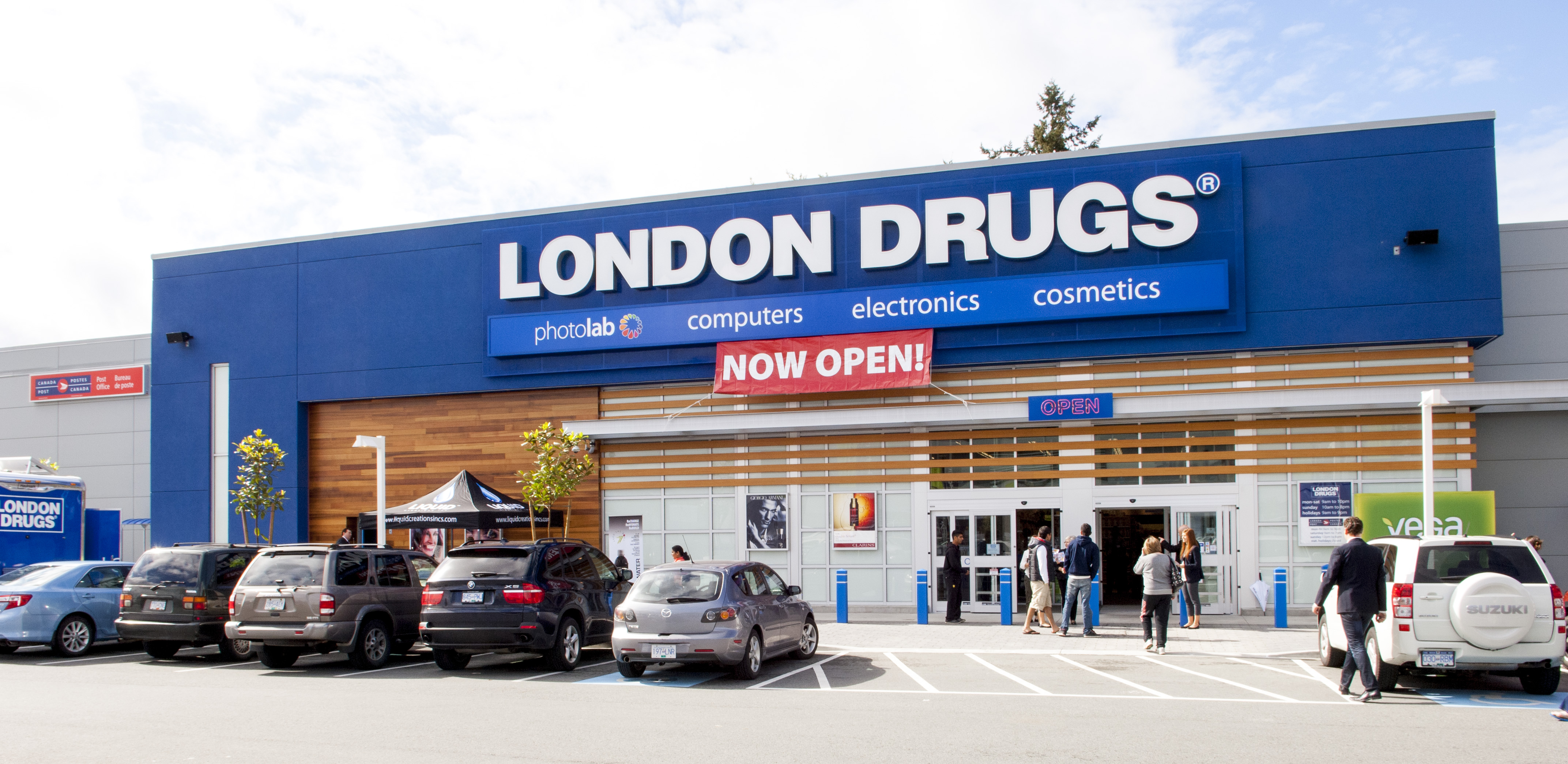
Un magasin London Drugs à Abbotsford en Colombie-Britannique

London Drugs est une grande chaîne de grands magasins canadiens qui vend de tout, des produits de beauté aux ordinateurs. Elle dirige actuellement 63 magasins dans les quatre provinces occidentales de l'Alberta, de la Colombie-Britannique, du Manitoba et de la Saskatchewan. Elle a été fondée en 1945 par Sam Bass avec une petite pharmacie à Vancouver. Elle possède la marque informatique Certified Data. Son slogan publicitaire est Nobody Does it Better (Personne ne le fait mieux).
Elle vend des marques comme Onkyo, Grandview, Stewart Screens, DVDO, Sony, Toshiba, Samsung, Monster Cable, Bell ExpressVu, Infocus et beaucoup d'autres dans sa section audio/vidéo. Elle possède aussi un des meilleurs départements du pays pour le développement photo.